# 不孕
不育（英語：infertility）是指動物或植物無法透過有性生殖繁衍後代的情形。對於大部份健康的成熟動植物個體而言，會在生命中的特定時期內有生育能力，不過真社會性物種（大部份是染色體倍性性別決定系統昆蟲）可能會因分工需要，出現健康但無生育能力的個體（例如工蜂）。
對於人類而言，医学上使用“不孕不育”来泛指夫妻在沒有避孕措施下，有固定性行為一年，女性仍无法懷孕的生理反常情形，通常“不孕”专指女性问题，“不育”专指男性问题。不孕有許多的原因，其中有些可以使用輔助生殖技術。1997年估計全世界異性戀伴侶中，有5%有不孕症的問題，不過有更多正值生育年齡的伴侶曾遇過想要有小孩，但一年內沒有順利懷孕的情形，估計佔12%至28%不孕的個案中，男性不育症佔20–30%，女性不孕症佔20–35%，而25–40%是男性雙方都有不孕或不育的問題，不過其中也有10–20%是找不到原因的不孕。最常見的女性不孕原因是排卵問題，其表現方式是月經週期較稀疏，甚至沒有月經週期。男性的不育多半是因為精液中的精子不足，精液品質是男性生育力的替代指標。
在生育期的女性在排卵前及排卵時是最容易受孕的時段，而在月經週期的其他階段無法受孕。生育能力計劃生育法是透過追蹤子宮頸或基础体温的變化，來找到容易受孕的時段。

## 定義
「人口統計學家會將不孕定義為沒有小孩，正值生育年齡的婦女」，不過流行病學家的定義會以「預備要懷孕」或是「試圖要懷孕」的婦女為準，一般是指有「有受孕可能性」的婦女群體。現今女性的生育力在24歲到達最高點，在30歲後就慢慢降低，在50歲以後幾乎不會懷孕。女性在排卵前後24小時最容易受孕。男性生育力在25歲到達最高點，在40歲以後慢慢降低。伴侶要努力自然受孕多久不成功才會診為不孕，這依各司法管轄區而不同。目前已有的不孕定義缺乏一致性，因此各國之間的數據比較，或是不同時期的數據比較就比較困難。因此，有關不孕症的患病率估計，會因為資料來源不同而有很大的差異。伴侶若經過一段時間的努力（時間多半不長，不過不同來源的定義也有不同），仍無法順利懷孕，會稱為「低生育力」（subfertile），意思是其生育力比一般的伴侶要低。不孕及低生育力都可以定義為伴侶在一段時間之後還沒有小孩（時間隨定義而不同），因此兩者也可能會有重疊。

### 世界衛生組織
世界衛生組織定義不孕如下：
|  | 不孕是生殖系統的疾病，定義為伴侶在12個月或是更久的規律無避孕性行為，也沒有其他可能會不受孕的原因（例如哺乳或是產後無月經），而無法懷孕。原發性不孕是指不孕的伴侶還沒有生小孩。次發性不孕是指這對伴侶之前曾有小孩，但後來不孕。不孕有可能是因為男性或是女性的感染所造成，不過不孕也常常沒有明顯明確的原因。 |

### 美國
美國常用的不孕定義是來自專門研究不孕症的生殖內分泌學家，依生殖內分泌學家的定義，有資格接受不孕症治療的條件是：
- 35歲以下的女性，在過去12個月內規律的進行無避孕的性行為，卻沒有受孕。12個月是世界衛生組織有關「可能懷孕時間」（Time to Pregnancy，簡稱TTP）的低參考限值（英语：reference limit）[7]。
- 35歲以上的女性，在過去6個月內規律的進行無避孕的性行為，卻沒有受孕。

上述時間的差異看似不符合科學。不過這是公共政策上的考量。其概念是女性若超過35歲，每一個月都非常的寶貴，若還要再等六個月才能確認需要不孕症治療，問題可能會更嚴重。根據定義，35歲以上的女性不孕的急迫程度比35歲以下女性不孕要來的嚴重。

### 英國
英國的NICE臨床指南之前曾定義不孕是在沒有已知的無法受孕生殖原因下，在不避孕的情形下規律的進行性行為，卻沒有受孕，新版的NICE臨床指南沒有明確的定義，不過建議："在生育年齡的女性若沒有其他已知無法受孕的問題，在無避孕的情形下，規律的進行陰道性行為超過一年，卻沒有受孕，建議和其配偶進行進一步的臨床評估以及檢查，若女性已超過36歲，需優先轉診給專科醫生。"

### 其他定義
研究者常常會使用人口統計學有關不孕症盛行率的研究，是以五年的期間為準。不過許多定義都會有實際上量測的問題，因為很難去量測在幾年內有多少時間是持續在"有可能懷孕"的情形下。

### 原發性不孕及次發性不孕
原發性不孕（primary infertility）是指一對伴侶一開始就完全無法懷孕；而次發性不孕（secondary infertility）則是指一對伴侶已經懷過孕且生過小孩，但是接下來卻發生懷孕困難或懷孕不正常的現象。

## 影響

### 心理
不孕的影響有許多不同的層面，包括社交的影響及個人的傷痛。人工受孕技術（例如體外人工受精）的進步，讓許多可接觸到相關醫療資源的夫妻有了希望，不過其中可能仍有醫療保險或是費用是否可以負擔的問題
。不孕症治療的醫療化造成了不太好的結果，就是忽視了不孕夫妻的情緒反應，其中可能包括痛苦、失控、侮辱，而且破壞個人及家庭的規劃。在評估不孕女性痛苦程度時，其中有一個很大的挑戰，就是其自我評量的準確性。有可能女性刻意的美化評量結果，為了是讓自己的心理情形看起來比較好。另外，評估是在真正接受治療之前所做的，當時比較會有希望或是樂觀的感受，一般統計在接受治療之後傷痛的程度會加強。有些針對不孕治療前期的研究提到，不孕女性和其他可以受孕女性相比，其焦慮和抑鬱症狀沒有任何顯著差異。隨著治療進行的次數越多，不孕女性更常表現焦慮和抑鬱的症狀。若進行過一次的不孕治療不成功，患者焦慮的程度提高。若已有二次的不孕治療不成功，患者抑鬱的程度會提高。而且研究證實，不孕女性抑鬱的情形越嚴重，她接受不孕治療的可能性越少，也越容易在第一次不孕治療失敗後放棄治療。研究者也提出，儘管不孕症治療的預後情形不錯，患者也可以支付費用，但治療中止往往是因為心理因素所造成。
不孕也可能有心理層面的影響，伴侶可能會在進行性行為時更加焦慮，更容易有性功能障碍。有可能因此造成婚姻的失和，若雙方是否要接受不孕治療的壓力下，更有可能出現。試圖要受孕的女性其患抑鬱症的機率和有心臟病或癌症的女性類似。若是男性不育，其情緒壓力以及婚姻的困難會更大。
有成年子女的年長者多半比較長壽，具體原因還不清楚，不過有可能因為有子女的夫妻其生活型態較健康、有子女的協助等。

### 社會
不孕在許多文化中都是恥辱。在關係緊密的社會群體中，不孕會造成相當的焦慮及失望。有些人的回應方式是主動迴避相關話題。中產階級的男性最容易以此方式回應。
一些不孕相關的治療，包括診斷測試、手術以及抑鬱症治療，在美國可以依《家庭與醫療假法案》給予休假。曾有人提出應該將不孕症歸類為身心障礙中的一種。

## 成因

### 免疫性不孕
在不孕的伴侶中，有約10%至30%是因為抗精子抗體（ASA）所造成。抗精子抗體在男性及女性身上都可能產生，會針對精子上的表面抗原，會影響精子的活動力、及其在女性生殖器官中移動的能力，使精子無法獲能，無法進行頂體反應，受精不全，影響胚胎著床，以及後續的發育及發展。女性形成抗精子抗體的風險因素有正常免疫機制的紊亂、感染、黏膜完整性被破壞、曾遭到強姦、或是沒有防護措施的肛交或口交。男性形成抗精子抗體的風險因素有血睪屏障的受損、受傷或是手術、睪丸炎、精索靜脈曲張、感染、前列腺炎、睾丸癌、免疫抑制失敗，或是在沒有防護的情形下，其他男性對其進行肛交及口交。

### 性傳染疾病
砂眼衣原體及淋球菌等性傳染疾病原對生育有負面影響。生殖道支原體感染和女性生殖道症狀有一致性的關聯。生殖道支原體感染也會增加不孕的風險。

### 遺傳
在一些非堵塞性男性不孕的患者身上，有發現編碼類固醇生成因子（SF-1）的NR5A1基因突變，其原因不明。有一個針對315個男性隊列的結果，發現在SF-1鉸鍊區（hinge region）有發生變化，而對照組有生育能力的男性，沒有這種罕見的等位基因變異。受到影響的男性會出現一些較嚴重的不孕症症狀，例如无精子症或是嚴重的少精子症。

### 其他原因
其他會造成男性及女性不孕的原因有：
- DNA受損
  - DNA受損會降低女性卵母細胞的生育力，像吸烟[28]、其他异生物质的DNA損害物質（例如輻射或是化療）[29]或是8-羥基-脫氧鳥苷的氧化性DNA損傷累積[30]都會讓DNA受損。
  - DNA受損會降低男性精子的生育力，像是氧化性DNA受損[31]、吸烟[28] 其他异生物质的DNA損害物質（例如輻射或是化療）[32]或是其他DNA損害物質（包括活性氧、發燒以及睪丸高溫）[33]。和不孕症有關的DNA受損會表現在容易因為熱或是酸而誘導變性[34]或是出現TUNEL检测可以偵測到的雙股斷裂[35]。
- 其他疾病因素
  - 糖尿病[36][37]、甲状腺疾病[38]、未診斷或是未治療的乳糜泻[39][40][41][42]、腎上腺疾病[43]。
  - 有德國科學家指出腺相關病毒可能和男性不育有關[44]，不過在其他情形下其實是無害的[45]。披衣菌感染及淋病都會造成女性的不孕，原因是因為生殖道內部的疤痕（輸卵管阻塞（英语：fallopian tube obstruction））[46][47][48]。
- 下視丘-腦垂體因素：
  - 高泌乳激素血症（英语：Hyperprolactinemia）。
  - 垂體功能減退（英语：Hypopituitarism）。
  - 抗甲狀腺自體抗體和沒有原因生育力低下的風險增加有關，其勝算比（英语：odds ratio）為1.5，而95%置信区间在1.1–2.0[49]。
- 環境因素
  - 毒素，像是揮發性有機溶劑或是矽氧樹脂、物理因子、化學粉塵及农药[50][51]，吸烟者不孕的機率比不吸烟者高60%[52]。
- 飲食習慣[53]
  - 肥胖：肥胖的流行病是日益嚴重的問題，在已開發國家更是如此。肥胖的人有些可能是因為食物的熱量過高，也有可能是缺乏運動。肥胖除了影響健康外，也會影響男性及女性的生育能力。BMI（身體質量指數）是生育能力的重要指標，男性的BMI只要增加3，就會和不孕症有關係。許多研究指出，BMI的增加和精子濃度的下降、精子活力的降低以及性無能有相關性。性無能有可能是雄激素轉換為雌二醇的結果。芳香酶負責這種轉換，而這種酶主要存在於脂肪組織中。當脂肪組織增加時，會產生更多的芳香酶來轉換雄激素，而血清中雌二醇的濃度會上昇。包括抑制素B及瘦蛋白在內的其他激素也會受到肥胖的影響。抑制素B的濃度會隨著體重增加而下降，使得塞爾托利氏細胞減少，精子產生量也下降。根據許多研究，瘦蛋白和許多反應有關，例如食慾控制、發炎、以及胰島素分泌量的減少。肥胖的女性也比較容易有復發性的早期流產。
  - 體重過輕：體重對生育能力的影響，不單只有肥胖而已。男性若體重過低，其精子濃度也會比BMI正常的男性要低。女性體重過低及體內脂肪過少也和卵巢功能障礙及不孕有關，早產的風險也比較高。像神經式厭食症等飲食障礙也和極低的BMI有關。雖然相對而言不常見，不過飲食障礙也會對月經、生育能力、及產婦及胎兒的健康有負面影響。

### 女性
以下是一些只影響女性不孕的原因。
女性要受孕，需要以下事件的配合：陰道性行為的時間需要在卵巢排卵期間的前後，製造卵子的系統在適當的條件下運作，而且體內的激素也需要平衡。
女性受孕相關的問題主要會是输卵管、子宮的問題，或是排卵相關的問題。不孕可能是因為输卵管因為畸形、感染（如衣原體）或是疤痕組織而堵塞。像是子宮內膜異位症會使得內膜組織在输卵管或卵巢附近生長，造成不孕。子宮內膜異位症常見於二十多歲或是三十多歲的女性，特別是比較晚生第一胎的情形。
另一個女性不孕的問題是因為無法排卵。卵子的畸形也可能會讓受孕變困難。例如多囊卵巢綜合症是指卵子在卵巢中只有部分發育，而且有過多的男性激素。有些女性不孕的原因是因為卵巢未發育成熟，無法排卵。此時可以透過注射合成的濾泡刺激激素（FSH）或是服用可洛米分（鹽酸可洛米分），讓卵泡在卵巢中發育成熟。
有時像體重過重或是過輕也會影響女性的受孕，若女性超過三十歲，其生育力也會開始下降。
有時不孕是許多因素結合而成的結果，也有可能無法找到確切的原因。
常見的女性不孕原因有：
- 卵巢問題（多囊卵巢綜合症，PCOS，女性因為無排卵不孕而看生育門診的首要原因[58]）
- 输卵管堵塞
- 因為感染（例如结核病）造成的骨盆腔發炎
- 年齡相關因素
- 子宮問題
- 曾進行過輸卵管結紮
- 子宮內膜異位症
- 高齡產婦
- 免疫性不孕

### 男性
男性不育的主要原因是因為精子品質不佳。若男性的生殖器官沒有缺少，不育可能是因為精子數量的不足，原因可能是因為激素問題、藥物、輻射或是感染。也有可能是因為睾丸畸形、激素不平衡，或是精子輸送管道的堵塞。有些可能可以透過手術或是激素替代方法治療，不過有些則不一定。若不育和精子活動力有關（精子未死亡，但活動力弱），可能是因為原發性纖毛運動障礙造成。精子需提供脱氧核糖核酸、中心粒給受精卵，以及使胚胎可以成長的及活化因子。若精子中的這些結構有缺陷，也會造成不孕，而且精液分析無法分析到這些缺陷。抗精子抗體會造成免疫性不育。囊腫性纖維化也會讓男性不育。

### 混合因素
有些不孕的案例中，男性及女性都有不孕或是生育力低落的問題，不孕和雙方都有關係。病因可能是和免疫或是基因有關。可能是男女雙方個別的生育能力都正常，但兩人就是無法正常受孕。

### 不明原因不孕
美國有20%的不孕夫妻是屬於不明原因不孕。這些案例可能是有某方面的異常，只是現今的醫學還無法檢查到。可能的問題是排卵的時機不是最適合受孕的時間、因此卵子沒有進入輸卵管，也有可能是精子無法接近卵子、精子無法和卵子形成受精卵、受精卵到子宮的過程受到干擾，或是受精卵無法著床。目前越來越多研究認為卵子品質對受孕非常重要，高齡女性的卵子比較不容易正常及成功的受精。另外叶酸代謝相關基因的多态性也可能是一些女性不明原因不孕的原因，不過也有越來越多的證據推測，精子的表觀遺傳修飾也可能是原因之一。

## 診斷
若男女雙方都年輕健康，設法以自然方式受孕，一年內仍沒有懷孕，建議及早洽詢医生或婦女健康專科護理師（WHNP）以確認是否有潛在的問題。医生或婦女健康專科護理師也會建議調整生活型態，來提高受孕的可能性。
若女性已超過35歲，男女雙方設法以自然方式受孕，六個月內仍沒有懷孕就建議洽詢医生或婦女健康專科護理師，因為完整生育能力測試需要一段時間，而且年齡會影響可用的不孕症治療選項。
医生或婦女健康專科護理師會確認男女雙方的過往健康情形，並且進行身體檢查，也會針對雙方進行相關的基本檢查，來確認是否有可確認造成不孕的原因。若有需要，他們會建議男女雙方到生育治療診所或是地區型醫院，進行更進一步的檢查。這些檢查可以讓醫師選擇最合適的生育治療方式。

## 治療
治療方式會依不孕原因調整，一般包括諮詢及生育治療（包括體外人工受精）。依照歐洲生殖醫學會的建議，預估一年活產率在40%或以上的夫妻，治療以鼓勵自然妊娠為目標。不孕的治療可以分為醫學治療，或是補充及替代治療。有些方法可以和其他方法一起使用。男性和女性都可以使用的藥物有可洛米分、人類停經期促性腺激素（hMG）、促卵泡激素（FSH）、人绒毛膜促性腺激素（hCG）、促性腺激素释放激素（GnRH）類似物、 芳香酶抑制劑及二甲双胍。

### 醫學治療
不孕症的醫學治療會包括使用生育藥物、醫學設備、手術或是這些方式合併進行。若精子品質良好，而且女生生殖組織的機制都正常（有作用的輸卵管，沒有疤痕或是黏粘），可以使用誘導排卵的藥物。醫師或是婦女健康專科護理師也可能會建議使用避孕用的宫颈帽，但患者在家中將精液放在宫颈帽內側，再置入子宫頸處，並且子宫頸置入生育輔助設備，也可以進行子宮內人工授精（IUI），由醫師或是婦女健康專科護理師在排卵時利用導管將精子置入子宮中，這些方式的受精都是在女性體內進行。
如果保守藥物治療無法足月妊娠，醫師或WHNP可能會建議患者接受體外受精（IVF）。IVF和相關技術（卵細胞質內精子注射（ICSI）、受精卵輸卵管內移植（ZIFT）、配子輸卵管內移植（GIFT））被稱為輔助生殖技術（ART）。
輔助生殖技術通常由刺激卵巢增加卵泡數量開始。刺激後，醫師自卵巢中手術取出一個或多個卵，在實驗室將它們與精子結合，以產生一個或多個胚胎。受精在體外完成，再將受精卵重新植入女性生殖道中，植入的過程稱為胚胎移植。
其他醫療技術還有：輸卵管成形術，輔助孵化和胚胎植入前遺傳篩選。

#### 體外受精

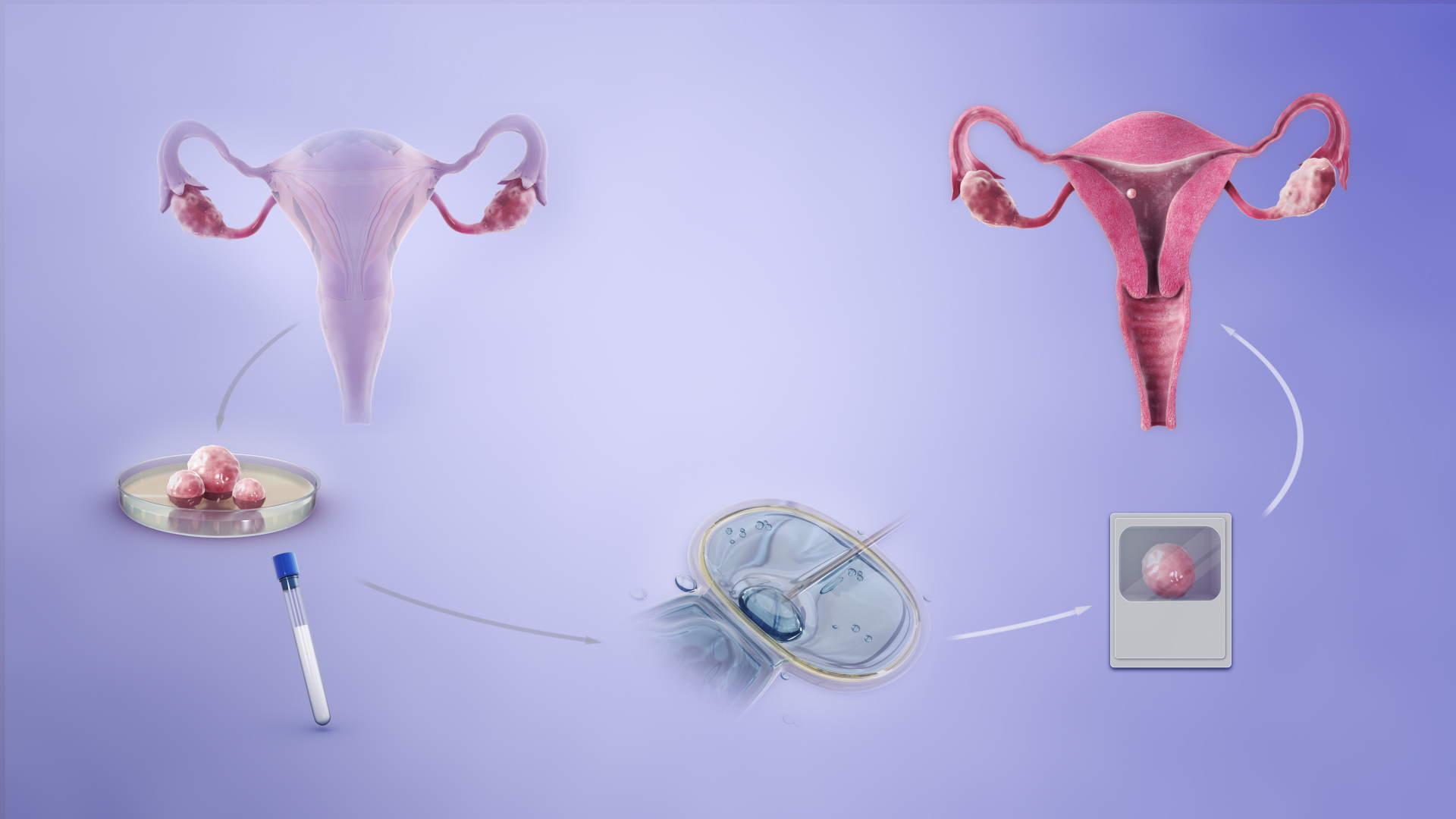
描述體外受精的過程。

體外受精（IVF）是最常用的輔助生殖技術，已被證明能治療數種不孕情況，如：輸卵管堵塞或受損，子宮內膜異位症，反覆子宮內人工授精（IUI）失敗，原因不明的不孕症，卵巢儲備不良，精子數量不足或是無精子。

#### 卵細胞質內精子注射
卵細胞質內精子注射（ICSI）技術用於精液品質不佳、精子數目不足或是過去體外受精時受精失敗。 這個技術涉將一個健康精子直接注射到成熟卵子中，再將受精胚胎轉移到子宮內。

### 生育旅遊
生育旅遊是指前往另一個國家進行生育治療。可視為醫療旅遊之一。生育旅遊存在的主因是尋求的治療方式符合目標國家的法律規定或是價格比較便宜。體外受精和捐贈授精是一般尋求的主要治療方式。

### 幹細胞療法
如今，有數種幹細胞療法相關的治療（仍在實驗中）。這是個新機會，不僅適用於缺乏精卵（配子）的伴侶，也適用於想生育後代的同性戀和單身人士。利用此療法，理論上可以在體外獲得人工配子。有數個針對女性和男性的不同研究進行中。
- 精原幹細胞移植：在生精小管中進行。透過治療，患者能產生精子，因此，若他願意就有機會生育後代。這是專為癌症患者設計，因為具生殖毒性的治療會破壞精子[70]。
- 卵幹細胞：一開始人們認為女性擁有的濾泡數量有限。然而，科學家已發現，某些幹細胞在嬰兒出生後的環境，能產生新的卵母細胞[71]。顯然只有0.014％的細胞有此能力（這可能解釋為什麼現在才被發現）[來源請求]。它們是否存在仍有爭議，但若為真，這可能為不孕症開啟全新療法。

幹細胞療法還剛起步，一切尚在研究中。但它可能是多種疾病（包括不孕症）的未來治療。這些研究尚待時日，才能為成為醫療的常規服務。

## 流行病學
不孕症的盛行率由其定義決定，如，無法受孕的時間長短。
- 自1980年代以來，不孕率增加 4％，主因是年齡增加導致的生育力下降[72]。
- 在英國每七對夫妻就有一對有生育問題。經常性交（每兩到三天一次）的伴侶，若無避孕措施，多數會在一年內懷孕（約 84％）。同樣的情況，在兩年內每一百對有92對懷孕[來源請求]。
- 隨著年齡增加，女性的生育力漸減。無避孕固定性交三年，35歲的女性約有94％會懷孕。然而，在38歲的女性，只有約77％。年齡對男性生育力的影響並不明顯[來源請求]。
- 在英國接受體外受精（IVF）的人中，約有一半的生育問題源於男性，而另一半則在女方。然而，大約五分之一的不孕症找不到明確的診斷或病因[73]。
- 在英國，男性因素造成的不孕症佔所有不孕夫妻的25％，然而25％找不到病因。50％是女性因素，25％是因為無排卵（英语：anovulation），另外25％是輸卵管及其他問題[74]。
- 在瑞典，想要孩子夫妻大約10％不孕[75]。這些患者中，大約三分之一是男性問題，三分之一是女性問題，而剩下的三分之一，則是雙方都有生育上的問題。

## 社會與文化
儘管輔助生殖技術已存在數十年，不過描繪接受這些技術時感情掙扎的電影和其他小說，在2000年代後期首次出現增加的態勢（可能只有科幻小說中的不孕例外）。然而，以某種程度體驗過這些技術的相關人們數量不斷增加，且嘗試和衝突的種類繁多。
皮克斯动画工作室的〈天外奇蹟〉在電影開始的前幾分鐘，有一段在描寫主要角色出現不孕症之後的調適。
其他有關輔助生殖技術的例子，請參考個別條目。

### 倫理
有許多與不孕症及其治療相關的倫理問題。
- 對某些夫妻來說，治療費用超過經濟負擔。
- 健康保險公司（如：在美國）是否應承擔不孕症治療的費用，仍有爭論。
- 用在不孕症上的醫療資源，使得其他醫療需求的資源減少。
- 體外（in vitro）受精但尚未植入體內（in vivo）的胚胎，他的法律地位。（參見：懷孕開始時間點的爭議（英语：beginning of pregnancy controversy））。
- 反堕胎运动反對破壞未植入體內的胚胎。
- 體外受精和其他生育治療導致多胎分娩增加，而多胎妊娠和早產及一系列的健康問題有關，因此引發後續的道德分析。
- 宗教領袖對生育治療的看法：如，天主教認為不孕症應採用自然療法（藥物、手術或生理週期製圖）或領養，教徒不應接受輔助生殖技術。
- 由 Y 染色體的基因缺損引起的不育症，能由父親傳給兒子。若自然選擇是防止 Y 染色體上隨機突變的主要糾錯機制，那麼男性精子異常的生育治療（特別是卵細胞質內精子注射（英语：Intracytoplasmic sperm injection），即ICSI）只會將潛在問題推遲到下一代男性。

許多國家都有生育治療方面的特殊框架，處理相關的的道德和社會議題。
- 其中最著名的是 HFEA（英语：HFEA） – 生育治療和胚胎研究的英國監管機構。它是1980年代由瑪麗·沃諾克（Mary Warnock）領導的詳細調查委員會於1991年8月1日成立。
- 歐盟的其他國家採用與 HFEA 類似的模式。根據歐盟組織和細胞命令，每個國家都有各自的機構負責檢查和許可生育治療[78]

- 加拿大[79]和澳洲的維多利亞省[80]也有監管機構

## 延伸閱讀
- . London: RCOG Press. 2004. ISBN 978-1-900364-97-3.
- Anjani Chandra et al. (2013). Infertility and Impaired Fecundity in the United States, 1982-2010: Data from the National Survey of Family Growth. Hyattsville, Md.: U.S. Department of Health and Human Services, Centers for Disease Control and Prevention, National Center for Health Statistics.
- Pamela Mahoney Tsigdinos. . BookSurge Publishing. 2009: 218. ISBN 978-1-4392-3156-2.

## 外部連結
- Download a Free Guide to infertility - UK Regulator
- "'Infertility time bomb' warning （页面存档备份，存于）" at BBC News
- CBC Digital Archives - Fighting Female Infertility（页面存档备份，存于）
- Infertility Doctors & Clinics Find Infertility Doctors & Clinics in the U.S.]
- InterNational Council on Infertility Information Dissemination （页面存档备份，存于）
- 《民眾日報》2009年7月8日報導：成大醫院談預防及改善不孕問題、成大醫院推出333懷孕策略